# Duckeella alticola
Duckeella alticola é uma espécie de orquídea terrestre, endêmica de área restrita no sul da Venezuela e norte do Brasil, a qual não é prontamente identificada como orquídea pelo observador desatento.
São plantas de raízes fibrosas, pubescentes, facilmente distintas por suas  flores amarelas, e suas abundantes folhas longas basilares, lineares e coriáceas. Trata-se de plantas muito delicadas: minutos após serem coletadas, suas folhas escurecem e a planta logo desidrata e morre. Não há notícias de plantas em cultivo.